# Julián de Leyva
Julián de Leyva (Luján, gouvernorat du Río de la Plata, Empire espagnol, 1749 - San Isidro, Buenos Aires, Argentine, 1818) était un fonctionnaire et homme politique argentin. Après l’éclatement de la révolution de Mai en 1810, il s’opposa avec ténacité, lors du cabildo ouvert convoqué pour décider de la destinée du Río de la Plata, à la mise en place de la commission exécutive (junte de gouvernement) telle que voulue par les révolutionnaires, tentant soit d’imposer à la tête de la future junte le vice-roi Cisneros, soit de la placer sous la surveillance directe du Cabildo de Buenos Aires.
 

## Carrière dans l’administration coloniale
Après des études au Collège Royal Saint-Charles à Buenos Aires, puis à l’université royale à Santiago du Chili, il travailla dans le décennie 1780 comme assesseur de la Real Audiencia de Charcas.
Revenu à Buenos Aires en 1788, il occupa diverses charges publiques, en particulier à la Real Audiencia de Buenos Aires, dans le Cabildo de cette ville et dans celui de Luján. Par ailleurs, s’intéressant à l’histoire argentine primitive, il s’appliqua à collectionner des objets et à réunir un vaste ensemble de livres, dans le but d'établir une bibliographie sur le sujet. Il collabora étroitement avec le savant naturaliste Félix de Azara. Le caractère très pondéré de ses écrits historiques porta le doyen Funes à le solliciter de critiquer son propre essai historique avant publication.
En 1808, il était l’un des rares criollos du Cabildo de Buenos Aires, que dominaient alors les Espagnols, avec à leur tête Martín de Álzaga. Il fut ami intime de Mariano Moreno, et souhaitait l’indépendance du Río de la Plata. Il appuya la mutinerie d’Álzaga, le 1er janvier 1809, et fut sur le point alors de devenir le secrétaire d’une première junte qui ne vit jamais le jour.

## Révolution de Mai
Élu sindic procureur du Cabildo pour l’année 1810, c’est à lui qu’il échut de convoquer le Cabildo ouvert du 22 mai, y invitant du reste beaucoup plus de gens que ce qu’avaient prévu les révolutionnaires, et dirigea la session de ce jour en toute discrétion et sans intervenir dans les débats. En sa qualité de fonctionnaire royal, il s’attacha à ce que les événements se déroulent au-dedans du cadre légal. Il ne sut se résoudre à faire déposer le vice-roi, croyant réellement que la meilleure solution institutionnelle consistait en une commission exécutive (junte) présidée par le vice-roi Baltasar Hidalgo de Cisneros, et que les révolutionnaires donneraient leur adhésion.
À l'issue du Cabildo ouvert, Leyva proposa, pour composer la future junte, une liste de cinq membres, sous la présidence de Cisneros. Les candidats criollos, Cornelio Saavedra et Juan José Castelli, prêtèrent alors serment en vue de leur intégration dans cette junte, mais se dédirent le jour même. Leyva employa toute la journée du 24 et une partie du 25 mai pour tenter d’imposer cette formule, ou nommer à leur place deux autres criollos.
Tout au long du 25 mai, il s’épuisa en manœuvres dilatoires, et lorsque Saavedra le somma de prendre enfin une décision, Leyva lui demanda comment donc la Révolution était populaire, attendu qu’on ne voyait personne sur la place. C’est alors que Saavedra perdit tout à fait patience, et lui dit de battre le rappel de la population avec la cloche, ou que sinon lui-même sonnerait à toute volée et irait chercher les troupes dans les casernes, et qu’il ne se tiendrait pas pour responsable des conséquences. Pressé de la sorte, Leyva consentit à accepter la Junte telle que proposée, et mit sa signature au bas des neuf nominations. Ainsi fut établie la Première Junte.
Le soir du même jour, Leyva tenta son dernier coup : il rédigea rapidement un règlement, aux termes duquel la Junte devait rester subordonnée au Cabildo de Buenos Aires. Toutefois, les membres de la Junte, lorsqu’ils prêtèrent serment, se hâtèrent de déclarer du même souffle qu’ils ne reconnaissaient pas ledit règlement.
De façon générale, il est imputé à Leyva de s’être opposé à la révolution de Mai. Cependant, tant ses antécédents que ses actions ultérieures paraissent indiquer que son propos était en réalité de conférer au processus en cours une forme légalement correcte.

## Dernières années
Après qu’il eut été évincé du Cabildo en juillet, Leyva se retira dans sa propriété de Luján. Quand, quelques mois plus tard, le vice-roi Cisneros fut expulsé vers les îles Canaries, Leyva subit lui aussi une mesure de proscription, en l’espèce dans la province de Catamarca, dans le nord-ouest de l’actuelle Argentine, et le 17 octobre 1810, il fut remplacé, au poste de sindic procureur du Cabildo de l’Intendance de Buenos Aires, par le Dr. Miguel Mariano de Villegas. Il réussit d’abord à s’attarder à Córdoba, mais on l'envoya de là prisonnier à Famatina, dans la province de La Rioja voisine, puis reconduit de nouveau, chargé de chaînes, dans les environs de Córdoba. Finalement remis en liberté en décembre, il vécut quelque temps dans cette ville.
En 1812, il fut nommé député pour Córdoba à l’Assemblée de cette année, laquelle parvint à peine à se réunir, et que le premier triumvirat décida de dissoudre. Peu après, on le nomma président du tribunal de commerce, mais il démissionna de ce poste à la fin de la même année. Par la suite, il repoussa toute autre charge qu’on lui proposait, alléguant des raisons de santé : il était quasiment aveugle, et allait bientôt le devenir tout à fait. Mais il est probable qu’intervînt dans ce refus la notion qu’il avait de ce que la mémoire collective le désignait comme l'ultime obstacle à la révolution de Mai.